# Пауль Целан
Па́уль Цела́н (нім. Paul Celan; справжнє ім'я Пауль Анчель, рум. Paul Ancel, нім. Paul Antschel; псевдонім є анаграмою прізвища; 23 листопада 1920, Чернівці, Королівство Румунія — 20 квітня 1970, Париж, Франція) — румунський німецькомовний поет і перекладач єврейського походження.
Літературна критика вважає П. Целана найвизначнішим австрійським поетом XX століття. Целан вважається багатьма критиками одним із найкращих європейських ліричних поетів повоєнного часу.
Творчість розвивалася під впливом французького символізму та сюрреалізму. Переклав німецькою мовою поезії Поля Верлена та Артюра Рембо. Целан перекладав на німецьку і румунську мову твори Мандельштама, Єсеніна, Блока, Лермонтова, Тургенєва, Чехова, Шекспіра, Валері, Рембо та інших авторів.

## Біографія

### Дитинство і юнацтво
Пауль Лео Анчель народився 23 листопада 1920 року в Чернівцях (Буковина) у родині німецькомовних євреїв румунського підданства. Його батько був небагатим комерсантом.
У 1934 році чотирнадцятилітній Пауль пише листа до своєї тітки Мінни в Палестину, де є така промовиста фраза: «Що стосується антисемітизму в нашій школі, то я міг би написати тобі про це книгу обсягом 300 сторінок». Пауль обрав «Ліцей великого воєводи Михая» (нині Чернівецький ліцей № 5 "Оріяна", раніше ЗОШ № 23), у якому він навчався протягом 1934—1938 років. Обдарований учень мав тут усі можливості для розвитку своїх мовних і літературних здібностей. Вже тоді хлопець почав потайки писати вірші.
Початкову освіту Целан отримує у народній школі у 1926—1930 роках, а з 1930 по 1938 рік відвідує греко-латинську гімназію. В юності поет захоплюється ідеями марксизму і анархізму. Літературні уподобання формувалися під впливом творчості Гофмансталя, Рільке.
Із 1938 року Целан у Франції вивчає медицину в медичній школі міста Тур, але з початком Другої світової війни вимушений повернутися додому, де продовжує навчання у Чернівецькому університеті, займається романською філологією.

### Радянське громадянство
Із 28 червня 1940-го до 22 червня 1941 року мав радянське громадянство. Після встановлення радянської влади у Чернівцях поет пристосовується до нових умов життя: вивчає російську мову і працює перекладачем.
Наступні три роки (1941—1944) Целан виживав в обстановці безупинного жаху і постійного страху за життя. У той період він втратив майже усіх рідних і залишився в живих лише завдяки випадковості. 1941 року Чернівці окуповують німецько-румунські війська, сім'я Целана потрапляє до єврейського гетто. Через деякий час батьки поета були депортовані до концтабору, звідки вони вже не повернулися. Сам Пауль Целан потрапляє до румунського трудового табору на примусові дорожні роботи, де, незважаючи на страшні умови, залишається живим.

### Румунське громадянство
На початку 1945 року поет перетнув радянський кордон і відновив румунське підданство. Працював у видавництві «Російська книга» у Бухаресті, перекладав румунською російську прозу, писав власні вірші. Саме тут вперше на літературній арені з'явилось ім'я Целана: у 1947 році в авангардистському часописі «Агора» надруковано три вірші, підписані новим, нікому ще невідомим прізвищем — Целан: німецьке написання свого прізвища, «Ant-schel», Пауль переробив у псевдонім Zelan, але пізніше писав його на французький лад Celan. У тому ж році часопис «Contemporanul» надрукував «Фугу смерті» в перекладі на румунську під назвою «Tangoul Mortii» (Танго смерті).
У 1947 році він доклав зусиль та іміґрував до Австрії. Як нащадок громадян Австрії і жертва Голокосту, Целан автоматично отримав австрійське громадянство. У Відні у Целана вперше з'являються друзі й однодумці: молода літераторка Інґеборґ Бахман, художник-сюрреаліст Едгар Жене, видавець журналу «План» Отто Базиль, які фінансово допомогли Целану видати його першу книгу віршів «Пісок з урн» (1948). Збірник складався з 48 віршів, у яких виявилось 18 помилок, що перекручували і спотворювали зміст. Пізніше Целан увесь невеличкий тираж з 500 примірників повністю знищує.

### Паризький період

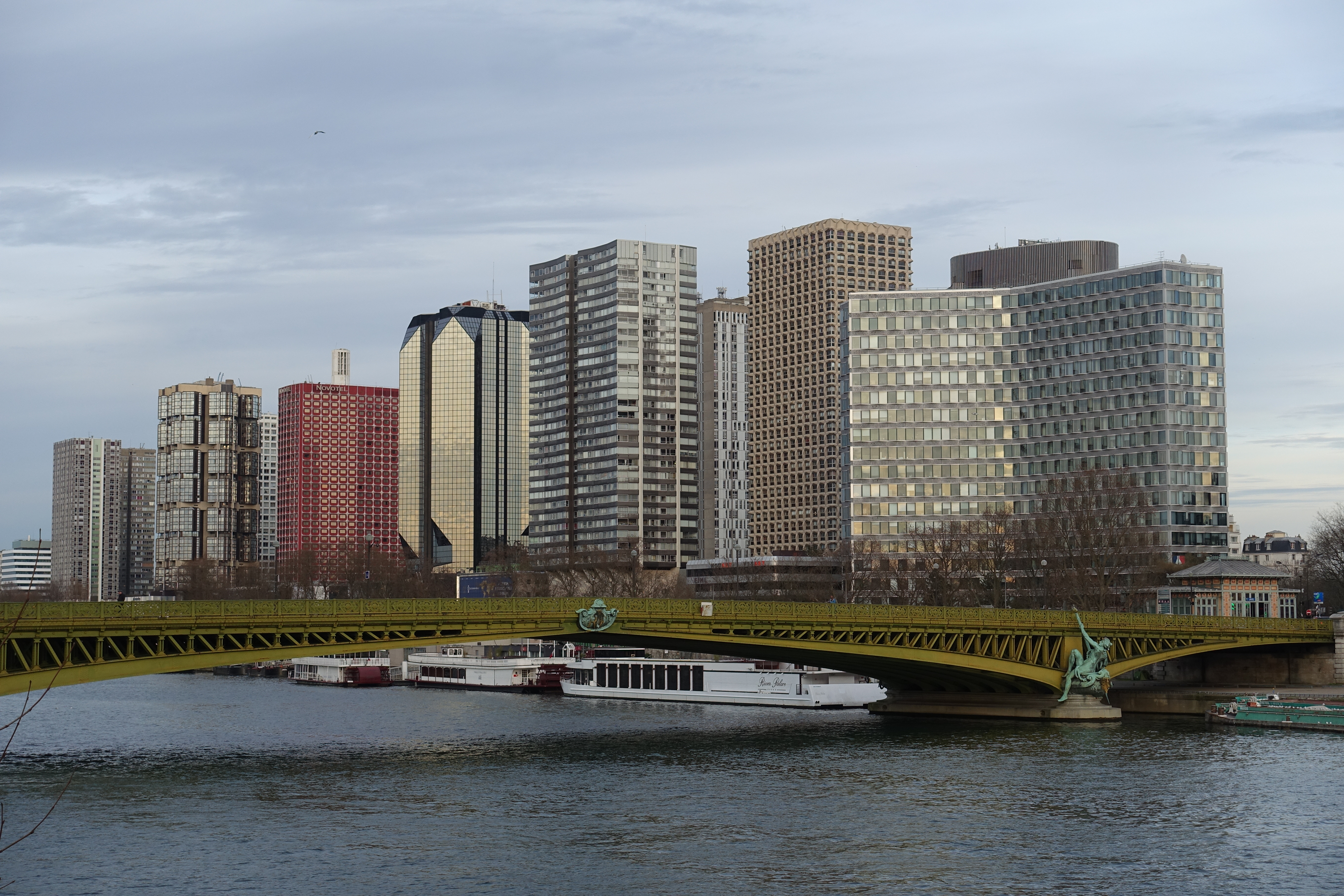
Міст Мірабо

На частині території Австрії усе ще перебували радянські війська, і Целан у 1948 році переїздить до Парижу, де і живе до кінця життя. У Парижі поет оселився у домі франко-німецького поета Івана Голля і вивчає германістику та мовознавство в Сорбонні.
1955 рік знаменується двома важливими подіями в житті поета: народженням сина Еріка і виходом нової збірки поезій «Від порога до порога».
У Париж, інтелектуальну і літературну столицю Європи, він переїхав винятково з творчою метою — у свідомості західних людей постійне проживання за кордоном не асоціювалося з поняттями «зрадництво» і «зрада Батьківщини». У Франції Целан жив на правах іноземця, що проживає постійно, але на французьке громадянство не претендував. Швидко здобута популярність, письменницькі та перекладацькі гонорари забезпечували йому пристойний рівень прибутків.
Потрясіння часів війни, апокаліптичний жах пережитого й повна людська самотність у світі не відпускали Целана і зрештою підкосили його. Тягар пережитого, начебто залишений у минулому, не зникав — він повільно чавив і убивав втікача. Це був свого роду «уповільнений геноцид».
Целан не страждав психічним розладом, не «списався», він просто згорів, і не зміг уже знаходити сил для адекватного вираження того, що переповнювало його серце. Пізнім вечором 20 квітня 1970 року Целан закінчує життя самогубством, кинувшись з мосту Мірабо в Сену. 

## Творчий шлях

Пам'ятник П.Целану на Головній вулиці Чернівців

Потяг до поезії і самостійної творчості проявився дуже рано, перші вірші з'являються у 1934—1935 роках. Саме в роки війни Целан вдруге народжується як поет, як творча людина, яка має і хоче сказати щось дуже важливе, донести до людства істину, яку він збагнув у тяжкі часи воєнних випробувань. У 1944 році він повертається до Чернівців і продовжує навчання в університеті (вивчає англійську мову і літературу).
Целан збирає свій перший (ще машинописний) збірник поезій, куди увійшли як воєнні, так і найкращі довоєнні вірші. Восени того ж 1944 року зібрано другий (також машинописний) збірник. Обидва збірники були віддані на прочитання відомому буковинському поету Маргулу-Шперберу, який високо поцінував перші поетичні спроби молодого поета. Ранні поезії Целана були вперше надруковані у Румунії вже після смерті поета.
У 1952 році з'являється перший збірник поезій Целана, виданий у Франції «Мак і пам'ять» — елегічний цикл, присвячений пам'яті загиблих.
Українським поціновувачам поезії на еміграції ім'я Пауля Целана вже 1953 року відкрила німецька письменниця Елізабет Коттмаєр (1902—1983), дружина поета-емігранта Ігоря Костецького. На сторінках українського часопису «Пороги», що видавався в Аргентині, видрукувано українською мовою її статтю «Поетична творчість Павла Целяна» з великими цитатами віршів поета. Статтю і поетичні цитати переклав поет Юрій Тис (Крохмалюк), а Оксана Драгоманова здійснила чи не перший переклад з Целана — відтворивши українською мовою його «Смертну фугу». Ця поезія за словами Елізабет Коттмаєр стоїть у центрі «чорної книжечки». (Місячник літератури, науки, культури «Пороги», Буенос-Айрес, 1953. — № 48-51. — С. 33-37).
1955 рік знаменується виходом нової збірки поезій «Від порога до порога».
Серед нагород П. Целана, зокрема, найвища німецька літературна премія імені Георга Бюхнера.
На Батьківщині поета, у Чернівцях, досі продовжують вшановувати його пам'ять: заплановано створення муралу з віршованою цитатою поета, а також вже відкрили нову пам'ятну дошку, що висить на колишній оселі Пауля Целана.

## Вшанування пам'яті
У місті Чернівці є вулиця Пауля Целана.

## Переклади українською

### Друковані
- Пауль Целан. Поезії. Переклад М.Бажана, М.Білорусця, М.Фішбейна, Л.Череватенка — Київ: журнал Всесвіт, 1978, № 6.
- Пауль Целан. Меридіан серця: поезії. Переклад, упорядкування та передмова: Петро Рихла. — Чернівці: Прут, 1993. — 152 с. — Нім., укр.
- Пауль Целан. Поезії: антологія українського перекладу. Переклад, упорядкування та передмова: Петро Рихла. — Чернівці: Букрек. — 2001. — 224 с. — Укр., нім.
- Інґеборґ Бахман / Пауль Целан. Пора серця. Листування. З листуваннями між Паулем Целаном і Максом Фрішем, а також між Інґеборґ Бахман і Жизель Целан-Лестранж / Упорядкували й прокоментували Бертран Бадью, Ганс Гьоллер, Андреа Штоль і Барбара Відеман. Переклали з німецької Лариса Цибенко та Петро Рихло. — Чернівці: Книги — ХХІ, 2012. — 416 с.
- Пауль Целан. Мак і пам'ять. Переклав з нім. та післям. Петро Рихла. — Чернівці: Книги — ХХІ, 2013. — 148 с. — (Меридіан серця. Бібліотека німецькомовної літератури). ISBN 978-617-614-039-9
- Пауль Целан. Від порога до порога. Переклав з нім. Петро Рихло. — Чернівці: Книги — ХХІ, 2014. — 132 с. — (Меридіан серця. Бібліотека німецькомовної літератури). ISBN 978-617-614-061-0
- Пауль Целян. Світлотиск. Переклав з нім. Сергій Жадан. — Чернівці: Meridian Czernowitz, 2014. — 136 с. ISBN 978-617-614-076-4
- Пауль Целан. Мовні Ґрати. Переклав з нім. Петро Рихла. — Чернівці: Meridian Czernowitz, 2015. — 132 с. ISBN 978-617-614-089-4
- Пауль Целан. Нічийна Троянда. Переклав з нім. Петро Рихла. — Чернівці: Meridian Czernowitz, 2015. — 209 с. ISBN 978-617-614-099-3
- Пауль Целан. Злам Подиху. Переклав з нім. Петро Рихла. — Чернівці: Meridian Czernowitz, 2016. — 224 с. ISBN 978-617-614-115-0
- Пауль Целан. Волокнисті сонця. Переклав з нім. Петро Рихла. — Видавництво 21, 2017. (Серія «Меридіан серця») — 276 с. ISBN 978-617-614-160-0
- Пауль Целан. Світлопримус. Переклав з нім. Петро Рихла. — Видавництво 21, 2018. (Серія «Меридіан серця») — 228 с. ISBN 978-617-614-209-6
- Пауль Целан. Притулок часу. Переклав з нім. Петро Рихла. — Видавництво 21, 2020. (Серія «Меридіан серця») — 152 с. ISBN 978-617-614-289-8

### Аудіокниги
- Пауль Целан. Вибране (українською та німецькою). Українською мовою начитали: Оксана Цимбал, Ігор Задніпряний, Тарас Кищун та Надія Щербань; німецькою мовою начитали: Єва Дебус і Петер Бергер; звукорежисер: Ігор Ісхаков. Київ: Культурно-видавничий проект «Читомо». 2010. 1 CD диск. (проект здійснено за підтримки Радіо «Deutsche Welle»)